# Armand de Melun
Pour les articles homonymes, voir Melun (homonymie).
Pour les autres membres de la famille, voir Maison de Melun.
Armand Marie Joachim de Melun, né le 24 septembre 1807 à Brumetz (Aisne) et mort le 24 juin 1877 à Paris, est un homme politique français, de tendance catholique social, et collaborateur de Mgr Affre.

## Biographie
Frère jumeau d'Anatole de Melun, il appartient à la famille française d'ancienne noblesse : la Maison de Melun; leur père Anne Joachim-François est vicomte de Melun, Anatole est comte de Melun.
Il crée en 1846 la Société d'économie charitable avec Louis de Carné et le journal Les Annales de la charité (1847).
De sensibilité légitimiste, il intervient à partir de 1847 pour améliorer l'efficacité de l'une des rares lois sociales sous la monarchie orléaniste de Louis-Philippe, à savoir la loi de 1841 limitant le travail des enfants : interdit avant l'âge de 8 ans, limité à ensuite jusqu'à l'âge de 16 ans, avec une clause à l'avantage des enfants, 2 heures de travail comptaient pour 3. Cette loi était en effet cependant peu appliquée et dans les faits les patrons faisaient ce qu'ils voulaient. 
Du 13 mai 1849 au 2 décembre 1851, il est député d'Ille-et-Vilaine. C'est par la sœur Rosalie que Melun connut les misérables conditions de vie des ouvriers.
« En 1850 et 1851, c'est le catholique vicomte Armand de Melun qui fait voter le premier grand train de lois sociales : logements insalubres, caisse de retraite, délit d'usure, assistance judiciaire, assistance hospitalière, contrats d'apprentissage. En 1852, c'est le même qui rédige le décret légalisant et développant le grand mouvement mutualiste » . Il avait participé l'année précédente à la Commission sur l'assistance et la prévoyance publiques, présidée par Adolphe Thiers.
Le 26 mars 1852, il fut l'auteur d'un décret sur les sociétés de secours mutuels.
Le 4 avril 1856, il assiste à la fondation de l’Œuvre des Écoles d’Orient plus connue actuellement sous le nom de L'Œuvre d'Orient, il fut membre de son 1er Conseil général, du 25 avril 1856 jusqu’à sa mort.
Le 28 septembre 1864, il participa à la loi sur le droit de grève et de coalition.

## Distinctions
- Officier de la Légion d'honneur (1864).

## Sources
- « Armand de Melun », dans Adolphe Robert et Gaston Cougny, Dictionnaire des parlementaires français, Edgar Bourloton, 1889-1891 [détail de l’édition]
- Abbé Louis Baunard, Le vicomte Armand de Melun, 1880.
- Armand de Melun : communication de M. de Maleissye-Melun, in : Mémoires de la Fédération des Sociétés d'Histoire et d'archéologie de l'Aisne, tome XXV (1980), pp. 10-12

### Articles de presse
- Paul-André Delorme, « Armand de Melun, précurseur de la politique sociale en France »,  Rivarol, no 3435,‎ 29 juillet 2020, p. 18-19.